# Matt Doherty
Matthew James Doherty, född 16 januari 1992 i Dublin, Irland, är en irländsk fotbollsspelare som spelar för Wolverhampton Wanderers.

## Klubbkarriär
Den 15 februari 2019 förlängde Doherty sitt kontrakt i Wolverhampton Wanderers fram till sommaren 2023. Den 30 augusti 2020 värvades Doherty till Tottenham Hotspur, där han skrev på ett fyraårskontrakt. Den 31 januari 2023 bröt Doherty sitt kontrakt med Tottenham Hotspur FC för att kunna skriva på för Atlético Madrid. 
Den 20 juli 2023 värvades Doherty av Wolverhampton Wanderers, där han skrev på ett treårskontrakt.

## Landslagskarriär
Doherty debuterade för Irlands landslag den 23 mars 2018 i en 1–0-förlust mot Turkiet, där han blev inbytt i den 63:e minuten mot Séamus Coleman.